# Mayo Bantal Guiziga
Mayo Bantal Guiziga est une localité du Cameroun située dans l'arrondissement de Ndoukoula, le département du Diamaré et la région de l’Extrême-Nord. Elle fait partie du canton de Gawel.

## Population
En 1975, la localité comptait 129 habitants, dont 93 Peuls et 36 Guiziga.
Lors du recensement de 2005, on y a dénombré 275 personnes.